# 道の駅さんわ182ステーション
道の駅さんわ182ステーション（みちのえき さんわいちはちにステーション）は、広島県神石郡神石高原町にある国道182号の道の駅である。

## 概要
1994年（平成6年）8月4日に、三和町の申請によって道の駅に登録。地域振興施設（休憩・情報コーナー、土産物販売店、レストラン、農林産物直販市場）は三和町が、駐車場および公衆トイレは広島県が整備した。

## 歴史
- 1994年（平成6年）
  - 8月4日 - 道の駅第6回登録において、「道の駅さんわ182ステーション」として登録。
  - 8月14日 - 開駅。
- 2013年（平成25年）11月11日 - 「牝牛生体解剖供養塔」が当駅に移設され、移設式[1]。
- 2020年（令和2年）3月 - リニューアルオープン。

## 施設
- 駐車場
  - 普通車 : 110台
  - 大型車 : 7台
  - 身障者用 : 6台[2]
- トイレ
  - 男 : 大 5器・小 10器
  - 女 : 11器
  - 身障者用 : 2器

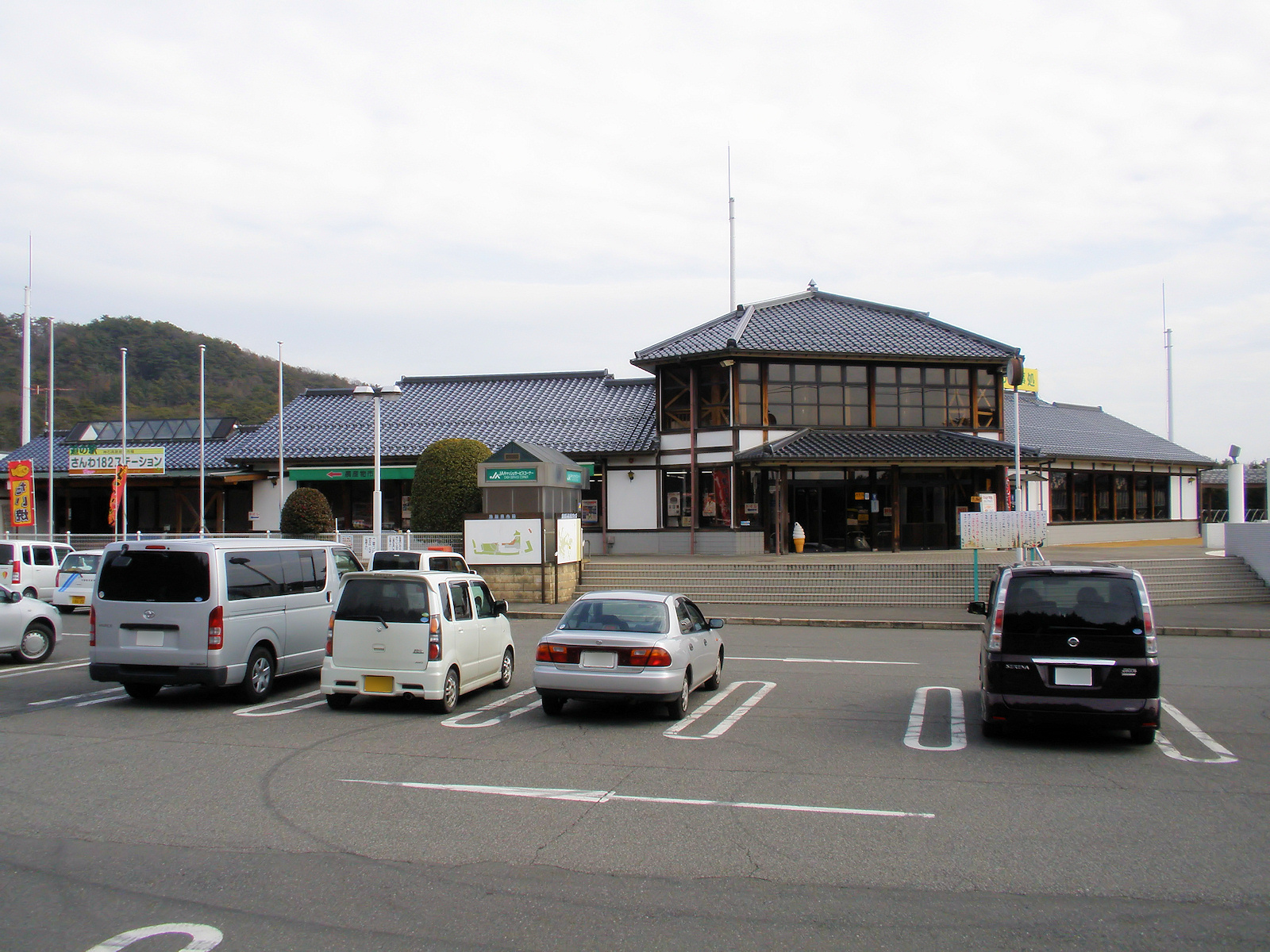
ふるさと活性化センター

- 地元特産品直売所（7:30 - 18:00） キッズコーナーあり
- カフェ 182 CAFE（9:00 - 17:00）
- 自然食レストラン 高原の風（平日11:00 - 14:00、土日祝10:30 - 14:30）[3]
- 神石高原町 観光協会 観光案内所（9:00 - 17:00、木曜定休）
- やまびこローソン 神石高原町店（7:00 - 21:00）
- レンタルキャンピングカーサービス
- 公園 トマトガーデン[4]

- 休憩所
- 体験施設 - シイタケ受菌体験。
- 情報コーナー（24時間）
- 乳幼児用施設 - ベビーベッドあり。
- 公衆電話 : 1台
- 郵便ポスト（小畠郵便局）
- 牝牛生体解剖供養塔 - 解剖などに使った牛の国内最古級の供養塔。1893年（明治26年）3月に今の福山市・府中市・三次市の一部地域と神石郡の獣医師が神石高原町井関に建立したものを広島県獣医師会が移設し、町に寄贈したもの[1]。

## アクセス
国道182号線沿いに位置する。山陽自動車道 福山東ICより、国道182号線を北へ約22km。中国自動車道 東城ICより、国道182号線を南へ約30km。
- 国道182号 - 登録路線
  - 岡山県新見市 - 広島県庄原市東城町（東城IC） - 神石高原町（新免 - 油木 - 安田 - 近田 - 井関 - 坂瀬川 さんわ182ステーション） - 福山市加茂町 - 福山市神辺町 - 福山市（福山東IC）方面
- 国道314号（福山市-さんわ182ステーション-庄原市東城町の区間は国道182号と重複）

福山市（福山東IC）方面 - 神石高原町（坂瀬川 さんわ182ステーション - 近田 - 安田 - 油木） - 庄原市東城町（東城IC） - 庄原市西城町 - 島根県奥出雲町 - 雲南市
- 広島県道・岡山県道104号坂瀬川芳井線

「道の駅さんわステーション」バス停がある。
- 東廻り油木・東城線（中国バス[6]）
  - 福山駅 - 広尾 - 東城別 - 姫谷 - 道の駅さんわステーション - 上井関 - 油木

## 周辺
- サンワの森
- 広島県道104号坂瀬川芳井線
- 星居山森林公園
- 山野峡